# Інтерполяція методом найближчого сусіда

Результат інтерполяції методом найближчого сусіда (сині лінії) для функції однієї змінної. Вихідні значення функції (червоні точки) задані на регулярній сітці.

Результат інтерполяції методом найближчого сусіда для випадкового набору точок (чорні крапки на малюнку) в двовимірному випадку. Кожний кольоровий багатокутник являє собою область, у якій усі точки мають одну і ту ж найближчу чорну точку.

Інтерполяція методом найближчого сусіда (ступінчаста інтерполяція)  — метод інтерполяції, при якому за проміжне значення вибирається найближче відоме значення функції. 
Метод найближчого сусіда є найпростішим методом інтерполяції.
У 3D графіці реального часу часто використовується разом із mipmap.

## Зв'язок з діаграмами Вороного
Для заданої множини точок у просторі діаграмою Вороного називається розбиття простору на такі області, що для всіх точок області найближчою до них точкою із заданої множини є одна і та ж точка. Це відповідає інтерполяції методом найближчого сусіда, оскільки у всій області буде обрано одне і те ж значення інтерпольованої функції. 